# اس‌ئی‌بی پانک
اس‌ئی‌بی پانک (انگلیسی: SEB Pank)، شرکت خدمات مالی و بانکداری استونیایی است، که در سال ۱۹۹۲ توسط شرکت اس‌ئی‌بی تأسیس شد.